# Jacek Kaspszyk
Jacek Kaspszyk (Kasprzyk) (Biała Podlaska, 10 augustus 1952) is een Poolse dirigent.

## Loopbaan
Jacek Kaspszyk studeerde directie, muziektheorie en compositie aan de Staatshogeschool voor Muziek in Warschau, waar hij in 1974 afstudeerde. Datzelfde jaar maakte hij zijn directiedebuut in het Teatr Wielki bij de Poolse Nationale Opera. In 1977 won hij de derde prijs bij de gevierde Karajan-wedstrijd, en maakte zijn debuut in Berlijn en New York.
Hetzelfde jaar werd hij aangewezen als chef-dirigent van het Pools Nationaal Radio-Symfonieorkest. Hij werd daar muzikaal directeur in 1980; samen met het orkest maakte hij verschillende Europese tournees. 
In 1982 verhuisde hij naar Londen, en maakte zijn debuut bij het Philharmonia Orchestra, en het jaar daarop bij het Wren Orchestra of London, waarvan hij uiteindelijk chef-dirigent werd. sindsdien werkt hij regelmatig met het Philharmonia, het London Symphony Orchestra en het Royal Philharmonic Orchestra, evenals met regionale Britse orkesten, zoals het Scottish National Orchestra, het BBC Scottish Orchestra, het BBC Welsh Orchestra en het Halle Orchestra. In 1992 werd hij gastdirigent bij het English Sinfonia Orchestra.
Jacek Kaspszyk heeft ook vele Europese en Amerikaanse orkesten gedirigeerd, onder meer het Rotterdams Philharmonisch Orkest, de Berliner Philharmoniker, het Nederlands Symfonieorkest en de symfonieorkesten van San Diego, Cincinnati, Calgary en Winnipeg. Van 1989 tot 1994 was hij chef-dirigent van het Noord Nederlands Orkest in Groningen. Het was zijn taak de fusiepartners Noordelijk Filharmonisch Orkest en Frysk Orkest tot een eenheid te smeden. 
Kaspszyk is ook goed bekend op het terrein van de opera. Zo dirigeerde hij opera's in Düsseldorf, Detroit, Parijs, Lyon en Leeds. In 1998 werd hij artistiek en muzikaal directeur van de Nationale Opera in Warschau.
Hij heeft plaatopnames gemaakt voor verschillende labels. Zo nam hij de eerste complete versie op van Rossini's Il signor Bruschino, het Concerto Lugubre van Tadeusz Baird (waarvoor hij een Edison kreeg), Krzysztof Penderecki's 2e symfonie en de opera Straszny dwór (Het Spookkasteel) van Moniuszko.
- Bibsys: 6048645
- Biblioteca Nacional de España: XX4608326
- Bibliothèque nationale de France: cb13927049k (data)
- Gemeinsame Normdatei: 134422988
- International Standard Name Identifier: 0000 0001 1953 2697
- Library of Congress Control Number: n82158913
- MusicBrainz: 1dfdd382-adc3-4b70-94c9-a2a1ad8d56fb
- Nationale Bibliotheek van Tsjechië: xx0100539
- Nationale Bibliotheek van Israël: 987007341411805171
- Système universitaire de documentation: 080668488
- Virtual International Authority File: 78151776797418011214